# Play Game: Holiday
Play Game: Holiday es el cuarto EP del grupo femenino de Corea del Sur Weeekly. Fue lanzado el 4 de agosto de 2021 por Play M Entertainment y distribuido por Kakao M. El álbum contiene cinco pistas, incluyendo su sencillo principal titulado «Holiday Party».

## Antecedentes y lanzamiento
El 15 de julio de 2021, Play M Entertainment anunció el lanzamiento de un nuevo trabajo musical de Weeekly con su cuarto EP bajo el título de Play Game: Holiday.
El 21 de julio se lanzó un teaser conceptual del nuevo lanzamiento. Dos días después, el 23 de julio, se lanzó la lista de canciones definitiva de Play Game: Holiday, donde se reveló que la canción principal del nuevo miniálbum llevaría por título «Holiday Party».
El 27 de julio se publicaron imágenes y vídeos de adelanto de las integrantes Soojin, Monday y Jihan, mientras que el 31 de julio se publicaron los adelantos de Jiyoon, Soeun, Zoa y Jaehee. El 28 de julio de 2021 se lanzó un popurrí destacado con breves adelantos de todas las canciones del nuevo álbum. La canción principal se prelanzó a través de la plataforma de TikTok.
El 3 de agosto se lanzó un teaser del vídeo musical de «Holiday Party», mientras que al día siguiente fue el lanzamiento oficial, tanto del miniálbum como del nuevo sencillo.
Si bien la miembro de Weeekly Jiyoon participó de manera íntegra en el EP, no formó parte de las promociones del álbum debido a problemas de salud.

## Lista de canciones
| CD / Descarga digital |                           |                                                  |                                                                |                                                         |          |  |
| N.º                   | Título                    | Letras                                           | Música                                                         | Arreglos                                                | Duración |  |
| 1.                    | «Weekend»                 | danke, Inner Child (MonoTree)                    | pdly (MonoTree), Inner Child (MonoTree)                        | pdly (MonoTree)                                         | 3:15     |  |
| 2.                    | «Check It Out»            | Jo Yoon-kyung                                    | Secret Weapon, Christian Fast, Maria Marcus                    | Secret Weapon                                           | 3:26     |  |
| 3.                    | «Holiday Party»           | Lee Seu-ran                                      | Coach & Sendo, Cazzi Opeia, Ellen Berg                         | Coach & Sendo                                           | 3:09     |  |
| 4.                    | «La Luna»                 | Lee Seu-ran                                      | BlueRhythm, Frankie Day (THE HUB)                              | BlueRhythm                                              | 3:37     |  |
| 5.                    | «Memories Of Summer Rain» | Lee Hyeon-sang (ARTMATIC), DK arnold, Socio Kate | Lee Hyeon-sang (ARTMATIC), Choi Ji-san (ARTMATIC), XLMT, Xelor | Lee Hyeon-sang (ARTMATIC), Choi Ji-san (ARTMATIC), XLMT | 3:31     |  |
| 17:00                 |                           |                                                  |                                                                |                                                         |          |  |